# PalaForte
Il PalaForte è il principale palazzo dello sport di Forte dei Marmi.

## Eventi
- Campionati europei Under-20 1996
- Final Four Coppa CERS 2013-2014
- Final Eight Coppa Italia 2015-2016